# منصوره وحدتی احمدزاده
منصوره وحدتی احمدزاده (متولد ۱۳۳۴ مشهد) نویسنده و مترجم ایرانی است.
وی دوره ابتدایی و متوسطه را در مشهد گذراند و بعد از اخذ دیپلم با ناصر احدنژاد تبریزی ازدواج کرد و سال ۱۳۵۴ به تهران، محل اقامت همسرش، نقل مکان کرد. حاصل ازدواج او دو فرزند به نام‌های اشکان و الهه می‌باشد. او سال ۱۳۷۲ در دانشگاه علامه طباطبایی در رشته مترجمی زبان انگلیسی پذیرفته و سال ۱۳۷۶ فارغ‌التحصیل شد. وحدتی از سال ۱۳۶۳ به مدت ۲۵ سال در دانشکده توانبخشی دانشگاه علوم پزشکی ایران در بخش‌های کاردرمانی، پژوهش و آموزش مشغول به کار بود. ترجمه‌های اولیه او در زمینه توانبخشی و روانشناسی است اما بعد از چندین ترجمه به دلیل علاقه وافر به ادبیات به ترجمه آثار ادبی پرداخت. او به مترجم آثار سال بلو نویسنده آمریکایی شناخته می‌شود.

## ترجمه‌ها
- دستان جاذبه و بخت: توماس آگدن، انتشارات دانوب آبی، آذر ۱۴۰۰
- وقتي غمگيني به ياد آر (راهنماي روزهاي اندوه، خشم و جنون): مگي فان ايك، انتشارات بذر خرد، مرداد ۱۴۰۰
- ناتمام: توماس آگدن، انتشارات ققنوس، آذر ۱۴۰۰
- پاچینکو: مین جین لی، انتشارات اختران، آذر ۱۳۹۷
- شکوه عشق (تمام نقاشی‌ها و نقد آثار): ونسان ون گوگ، انتشارات پارمیس، نویسندگان: اینگو اف.والتر و راینر متزگر، تیر ۱۳۹۷
- سیاره آقای سملر: سال بلو، انتشارات افراز، اردیبهشت ۱۳۹۷[۲]
- مرد معلق: سال بلو، انتشارات اختران، ۱۳۸۴ و ۱۳۹۳[۳][۴][۵][۶][۷][۸]
- رولشتاین: سال بلو، چاپ اول انتشارات اختران، ۱۳۸۸، چاپ دوم کتاب آمه، ۱۳۹۳
- و این حقیقت: سال بلو، انتشارات افراز ۱۳۸۴ و ۱۳۹۳[۹]
- پل‌های مدیسون کانتی: جیمز والر، چاپ اول ۱۳۸۳ انتشارات همراه، چاپ دوم، سوم، چهارم و پنجم انتشارات افراز، ۱۳۸۹، ۱۳۹۲، ۱۳۹۵ و ۱۳۹۹[۱۰][۱۱]
- و کوه‌ها طنین انداز شدند: خالد حسینی، انتشارات پارمیس، ۱۳۹۲[۱۲]
- دویدن در تنهایی: (ترجمه برگزیده اشعار مسعود احمدی به انگلیسی)، انتشارات افراز، ۱۳۹۰
- تاریخ تمدن مصر: پال جانسون، انتشارات پارمیس، ۱۳۹۰[۱۳]
- مهار استرس در معلمان: کریس کی ریاکو، انتشارات رشد، ۱۳۸۴ و ۱۳۸۷[۱۴]
- دیروز گریستم: اییانلا ونزنت، جوانه رشد، ۱۳۸۱ و ۱۳۹۴
- من کیستم: فیلیپ برنارد، انتشارات رشد، ۱۳۸۰، ۱۳۸۶، ۱۳۸۴، ۱۳۹۰، ۱۳۹۵ و ۱۳۹۷[۱۵]
- راهنمای نگارش با روش APA: دکتر م. پولانسکی، انتشارات دانش فریار، ۱۳۸۰ و ۱۳۸۳
- آلکاتراز: جیم کوییلین، انتشارات پرگل، ۱۳۷۹[۱۶]
- دانینا: دانیل استیل، انتشارات پرگل، ۱۳۷۹
- مبانی کاردرمانی: باربارا سابونیز کافی، انتشارات پرگل، ۱۳۷۸
- رهنمودهایی در مورد بیماری مولتیپل اسکلروزیس (MS): جودی گراهام، انتشارات دانشگاه علوم پزشکی ایران، ۱۳۷۷
- آیا لکنتی هستید؟: جین فرازر، انتشارات دانشگاه علوم پزشکی ایران، ۱۳۷۷